# Nakajima J5N
Nakajima J5N «Tenrai» (яп. 天雷, «Тенрай» («Небесний грім»)) — проєкт винищувача Імперського флоту Японії періоду Другої світової війни.

## Історія створення
Починаючи з 1942 року командування авіації Імперського флоту Японії зіткнулось із ситуацією, коли атаки існуючих японських винищувачів проти добре озброєних американських бомбардувальників B-17 та B-24 були неефективними. Крім того, розвідці стало відомо про розробку нового літака B-29, який призначався для стратегічних бомбардувань Японії. Щоб протистояти цій загрозі, на початку 1943 року флот сформулював технічне завдання «18-Сі B» на розробку важкого винищувача-перехоплювача.Технічне завдання не обумовлювало ні конструкції літака, ні кількості та типу двигунів. Літак мав бути озброєний принаймні двома 30-мм гарматами «Тип 5», мати швидкість не нижче 665 км/г і набирати висоту 8000 не більше, ніж за 9 хв. Крім того, потрібно було забезпечити легкість серійного виробництва, при якому мав бути можливим перехід на нестратегічну сировину.
Конструктори фірми Nakajima, під керівництвом Кацудзі Накамури та Казуо Оно, взяли за основу літак Nakajima J1N. На його базі був розроблений проєкт двомоторного одномісного літака за схемою середньоплана з дюралевою обшивкою та крилом ламінарного профілю. Озброєння складалось з чотирьох 30-мм гармат «Тип 5» та двох 20-мм гармат «Тип 99», розміщених в носовій частині фюзеляжу. Паливні баки були протектовані, а пілот мав захист у вигляді 50-мм бронескла. Літак мав бути оснащений двома двигунами Nakajima NK9H Homare-21 потужністю 1990 к.с. кожен.
Наприкінці 1943 рок проєкт був схвалений, отримав позначення J5N1 «Тенрай» («Небесний грім»), і фірма розпочала будувати прототип. Прототип був готовий у березні 1944 року, а у липні здійснив перший політ. Проте результати випробувань були незадовільними. Літак досяг швидкості лише 603 км/г, крім того, він мав недостатню поздовжню стійкість та погану керованість на малих швидкостях. Лише швидкість набору висоти відповідала вимогам технічного завдання. Крім того, створювали проблеми недопрацьовані двигуни.
Під час випробувань було збудовано ще п'ять прототипів, два з яких були двомісними. В деяких прототипах 30-мм гармати були перенесені за кабіну пілота та встановлені під кутом 60°. Під час одного з випробувальних польотів прототип перехопив американський бомбардувальник B-29 на висоті 7000 м і збив його.
Але попри внесені зміни, характеристики літака суттєво не покращились. На початку 1945 року флот наказав згорнути всі роботи над проєктом.
З шести збудованих прототипів один розбився під час випробувань, два були знищені під час нальотів американської авіації, ще три були захоплені американцями після закінчення війни.

## Тактико-технічні характеристики

### Технічні характеристики
- Екіпаж: 1 особа
- Довжина: 11,46 м
- Висота: 3,50 м
- Розмах крил: 14,50 м
- Площа крил: 32,00 м²
- Маса пустого: 5 090 кг
- Маса спорядженого: 7 040 кг
- Двигуни: 2 x Nakajima NK9H Homare-21
- Потужність: 2 x 1 990 к.с.

### Льотні характеристики
- Крейсерська швидкість: 464 км/г
- Максимальна швидкість: 621 км/г
- Дальність польоту: 1 480 км
- Практична стеля: 10 800 м

### Озброєння
- Гарматне:
  - 2 x 30-мм гармати «Тип 5»
  - 2 x 20-мм гармати «Тип 99»